# Götrik Svartengren
Samuel Götrik Svartengren, född 29 september 1851 i Södra Finnskoga församling, Värmlands län, död 2 juli 1925 i Rudskoga församling, Värmlands län, var en svensk präst. 
Svartengren blev student vid Uppsala universitet 1873 och prästvigdes 1887. Han blev komminister i Rudskoga församling 1893, kyrkoherde där 1904 och kontraktsprost i Visnums kontrakt 1919. Han utgav religiösa föredrag och var medarbetare i tidningar.